# Lượng Hoán
Lượng Hoán (chữ Hán: 亮煥; 1740 - 1808), Ái Tân Giác La, là một Quận vương của nhà Thanh trong lịch sử Trung Quốc.

## Cuộc đời
Lượng Hoán được sinh ra vào giờ Thân, ngày 20 tháng 8 (âm lịch) năm Càn Long thứ 5 (1740), trong gia tộc Ái Tân Giác La. Ông là con trai thứ mười hai của Dụ Trang Thân vương Quảng Lộc, mẹ ông là Thứ Phúc tấn Từ thị (徐氏). Năm Càn Long thứ 26 (1761), tháng 12, ông nhậm chức Tam đẳng Thị vệ. Năm thứ 27 (1762), tháng giêng, thăng làm Tam đẳng Phụ quốc Tướng quân (三等輔國將軍). Năm thứ 46 (1781), tháng 4, thăng Nhị đẳng Thị vệ. Tháng 9 cùng năm, thụ chức Thị vệ Ban trưởng (侍衛班長).
Năm thứ 51 (1786), tháng giêng, phụ thân ông qua đời, ông được tập tước Dụ Thân vương (裕親王) đời thứ 5, nhưng Dụ vương phủ không phải thừa kế võng thế, nên ông chỉ được phong làm Dụ Quận vương (裕郡王). Năm thứ 59 (1794), tháng 5, quản lý sự vụ của Tương Lam kỳ Giác La học (鑲藍旗覺羅學事務). Năm Gia Khánh thứ 13 (1808), ngày 13 tháng 4 (âm lịch), giờ Mẹo, ông qua đời, thọ 69 tuổi, được truy thụy Dụ Hy Quận vương (裕僖郡王). Tước vị sẽ do Văn Hòa - con trai trưởng của Hằng Tồn (恒存) - con trai thứ hai của ông tập tước.

## Gia quyến

### Thê thiếp
- Đích Phúc tấn: Qua Nhĩ Giai thị (瓜爾佳氏), con gái của Kỵ đô úy Na Đan Châu (那丹珠).
- Trắc Phúc tấn: Trương thị (張氏), con gái của Nhị Đạt Sắc (二達色).
- Thứ Phúc tấn: 
  - Lưu thị (劉氏), con gái của Lưu Thượng Lễ (劉尙禮).
  - Vương thị (王氏), con gái của Vương Đức (王德).
- Thứ thiếp: Lưu thị (劉氏), con gái của Lưu Khởi Vân (劉起雲).

### Con trai
1. Hằng Thản (恒坦; 1761 - 1762), mẹ là Đích Phúc tấn Qua Nhĩ Giai thị. Chết yểu.
2. Hằng Tồn (恒存; 1762 - 1796), mẹ là Đích Phúc tấn Qua Nhĩ Giai thị. Năm 1808 được truy phong làm Bối lặc (貝勒). Có ba con trai.
3. Hằng Cung (恒恭; 1763 - 1770), mẹ là Đích Phúc tấn Qua Nhĩ Giai thị. Chết yểu.
4. Hằng Lược (恒畧; 1777 - 1807), mẹ là Thứ Phúc tấn Vương thị. Được phong làm Phụ quốc Tướng quân (輔國將軍) kiêm Nhị đẳng Thị vệ. Có ba con trai.
5. Hằng Tấn (恒晉; 1783 - 1846), mẹ là Thứ Phúc tấn Vương thị. Được phong làm Trấn quốc Tướng quân (鎭國將軍). Có 13 con trai.
6. Hằng Đức (恒德; 1788 - 1788), mẹ là Trắc Phúc tấn Trương thị. Chết yểu.
7. Hằng Tân (恒津; 1790 - 1838), mẹ là Thứ Phúc tấn Lưu thị. Được phong làm Phụng quốc Tướng quân (奉國將軍). Có hai con trai.